# Esen Buka
Esen Buka, noto anche come Īsan Būqā oppure Esenboğa (in arabo ايسن بوقا‎?; ... – 1318), è stato un condottiero mongolo, khan del Khanato Chagatai dal 1272 al 1282.

## Biografia
Lontano discendente di Gengis Khan, Buka era figlio di Duwa, khan del Khanato Chagatai dal 1282 al 1307.
Suo fratello maggiore Kebek regnò anch'egli su Chagatai dal 1309 al 1310, in un periodo caratterizzato da continue lotte interne che minarono seriamente la stabilità del regno. Dopo aver sconfitto tutti i suoi principali nemici, Kebek sancì un kuriltai nel 1310 per decidere le sorti del khanato. I più alti principi mongoli riconobbero Esen Buka come nuovo khan di Chagatai, portando quindi all'abdicazione in Kebek in suo favore.
Per gran parte del regno di Esen Buka il khanato Chagatai fu in conflitto con gli stati limitrofi, la Cina della dinastia Yuan e l'Ilkhanato di Persia. I chagatai temevano che una possibile alleanza fra gli Yuan e l'Ilkhanato potesse essere di minaccia all'ulus; questo timore nacque dalla tesminonianza di un emissario yuan, Abishqa, che durante uno dei suoi viaggi in Asia centrale proclamò una nuova alleanza fra gli Yuan e l'Ilkhanato, avvertendo inoltre i chagatai di un imminente attacco da parte delle loro truppe. Benché non vi fosse alcuna prova a sostegno delle parole di Abishqa, Esen Buka mobilitò le sue forze per cercare di fronteggiare qualsiasi tentativo di attacco. Tale atteggiamento sfociò in diversi conflitti e nel 1314 le truppe chagatai subirono due pesanti sconfitte da parte dei cinesi.
Alla morte di Esen Buka nel 1318 il trono tornò in possesso del fratello Kebek. La pace all'interno dell'ulus fu ristabilita solamente dopo la sua scomparsa, grazie alle politiche amichevoli attuate da Kebek nei confronti dei cinesi.